# Арчуглунчай
Арчуглунчай (Арчуг-су) — річка в Росії, протікає в Республіці Дагестан. Гирло річки знаходиться в 28 км по лівому березі річки Чірагчай. Довжина річки становить 13 км.
За даними державного водного реєстру Росії відноситься до Західно-Каспійського басейнового округу, водогосподарська ділянка річки — Самур, річковий підбасейн відсутній. Річковий басейн річки — Терек.